# Liolaemus gununakuna
Liolaemus gununakuna — вид ігуаноподібних ящірок родини Liolaemidae. Ендемік Аргентини.

## Поширення і екологія
Liolaemus gununakuna мешкають на заході центральної Аргентини, в провінціях Неукен і Ріо-Негро і півночі Неукена. Вони живуть в степах Патагонії, порослих чагарниками. Зустрічаються на висоті від 300 до 800 м над рівнем моря.